# 15-та армія (США)
15-та а́рмія США (англ. Fifteenth United States Army) — військове об'єднання армії США, польова армія Збройних сил США часів Другої світової війни.